# 藤本鉄熊
藤本 鉄熊（ふじもと てつくま、1891年（明治24年）10月15日 - 1950年（昭和25年）9月3日）は、日本の陸軍軍人。最終階級は陸軍中将。

## 経歴
山口県出身。藤本弥四郎の息子として生まれる。1914年（大正3年）5月、陸軍士官学校（26期）を卒業。同年12月、歩兵少尉に任官し歩兵第35連隊付となる。1923年（大正12年）11月、陸軍大学校（35期）を卒業した。
1925年（大正14年）2月、陸軍省軍務局付勤務となり、イギリス駐在、イギリス大使館付武官補佐官を務め、1929年（昭和4年）8月、歩兵少佐に昇進。1931年（昭和6年）3月、歩兵第47連隊大隊長に就任し、関東軍参謀に転じ、1933年（昭和8年）8月、歩兵中佐に進み陸大研究部主事となる。1935年（昭和10年）8月、陸大教官に就任し、1937年（昭和12年）8月、歩兵大佐に昇進し、同月、兵科を航空兵に転科し航空兵大佐となった。
1937年10月、第10軍参謀となり日中戦争に出征。南京戦などに参戦した。1938年（昭和13年）3月、下志津陸軍飛行学校教官に転じ、飛行第6連隊長、飛行第6戦隊長を経て、1939年（昭和14年）8月、陸軍少将に進み第6軍参謀長に発令され、ノモンハン事件に出動した。1940年（昭和15年）12月、陸軍航空士官学校幹事に転じ、1942年（昭和17年）6月、第2航空軍参謀長に発令され満州に赴任。1943年（昭和18年）5月に待命となり、同年6月、予備役に編入された。同月に召集され南方航空輸送司令官となり太平洋戦争に出征。1944年（昭和19年）10月、陸軍中将に進級し終戦を迎えた。1946年（昭和21年）7月に復員した。